# 薩姆菲亞
11°21′S 29°33′E / 11.350°S 29.550°E

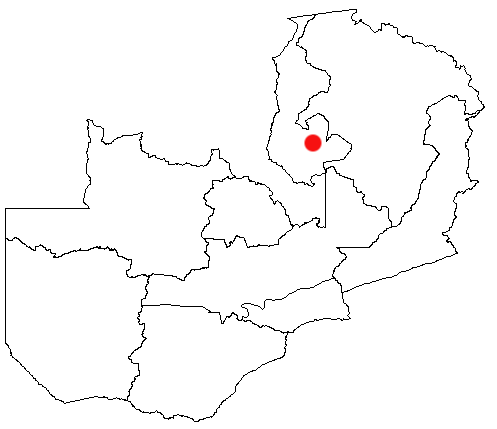

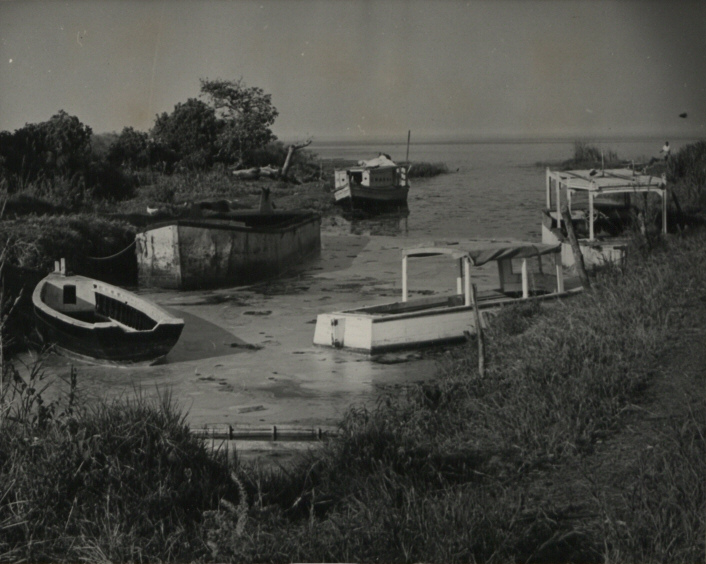

薩姆菲亞（英語：Samfya），是贊比亞的城鎮，位於該國北部，由盧阿普拉省負責管轄，是薩姆菲亞縣的首府，處於班韋烏盧湖西岸，海拔高度1,154米，2000年人口163,609。